# Robbie Coltrane
Robbie Coltrane OBE (Rutherglen, južni Lanarkshire, Škotska, 30. ožujka 1950. – Larbert, Škotska, 14. listopada 2022.) bio je škotski glumac, komičar i pisac.
Majka Jean bila je učiteljica i pijanistica, a otac Ian liječnik opće prakse koji je radio za policiju.
Obrazovao se na prestižnim školama, no nije bio zadovoljan takvim načinom obrazovanja. Kasnije je zahtijevao zabranu privatnih škola pa je prozvan "Crveni Robbie".
Glumom se počeo baviti u svojim dvadestim godinama, prvo u kazalištu, i kao stand-up komičar. Dobivao je uloge u nekoliko serija prije nego što je postao filmski glumac.
Kad se iskazao kao filmski glumac uzeo je ime Robbie Coltrane, čime je želio odati počast Johnu Coltraneu, američkom saksofonistu.
Među njegovim filmovima ističu se  "Flash Gordon", "Mona Lisa", "Svijet nije dovoljan", "Zlatno oko", i serijal o Harryju Potteru, gdje glumi poludiva Hagrida. Ostvario četrdesetak uloga. Snimio je i nekoliko dokumentaraca.
Proglašen je šestim najpoznatijim Škotom, a ispred njega su Nessie, Robert Burns, Sean Connery, Robert the Bruce i William Wallace.
Bio je rastavljen, s dvoje djece. Strast su mu bili stari automobili. 